# Шаховской, Иван Леонтьевич
Князь Ива́н Лео́нтьевич Шаховско́й (1777—1860) — русский военный и государственный деятель, генерал от инфантерии (22 августа 1826). Удостоен чести быть генералом, состоящим при Особе Его Императорского Величества. Происходил из княжеского рода Шаховских. Младший брат сенатора Николая Леонтьевича Шаховского (1757—1837).

## Биография
Сын действительного тайного советника князя Леонтия Васильевича Шаховского (1732—1814). Родился 23 марта (3 апреля) 1777 года.

В десятилетнем возрасте — 1 января 1786 года — был записан на военную службу в лейб-гвардии Измайловский полк в звании сержанта; затем был переведён в Семёновский лейб-гвардии полк, а возрасте 18 лет — в Херсонский гренадерский полк, в котором начал действительную военную службу в звании капитана 1 января 1794 года. В том же году в составе этого полка принимал участие в боевых действиях в Польше, в том числе в сражениях при Крупицах, Брест-Литовске, местечке Кобылке и при штурме Праги (имеется в виду предместье польской столицы). За последнее сражение получил 1 января 1795 года орден Святого Георгия 4-го класса № 590 
Во всемилостивейшем уважении на усердную службу и отличное мужество, оказанное 24-го октября при взятии приступом сильно укрепленного Варшавского предместия, именуемого Прага, где первым овладел бастионом и, быв послан с охотниками, отбил пушку и, поражая оною мятежников, принудил сдаться до 300 человек.
 3 декабря 1799 года получил звание полковника. В 1803 году был переведён в Егерский лейб-гвардии полк, возглавив его. Спустя год, 18 ноября 1804 года, ему было присвоено звание генерал-майора, а 26 декабря того же года он был назначен шефом 20-го егерского полка.
В 1805 году участвует в походе против французов в Шведскую Померанию и Ганновер.
В 1806 году в Пруссии, где 12 декабря в сражении при Чарново ранен в левую руку пулею навылет, за что награждён орденами Святого Владимира 3-й степени и прусским Красного орла.
На момент начала Отечественной войны 1812 года продолжал возглавлять 20-й егерский полк, входивший в состав 3-й бригады (которой также командовал Шаховской) 3-й пехотной дивизии 3-го пехотного корпуса 1-й Западной армии. Участвовал в сражениях при Витебске, Смоленске, а также в Бородинской битве, где командовал бригадой, противостоявшей в Утицком лесу силам V польского корпуса. За этого сражение получил золотую шпагу «За храбрость» с алмазами. Затем участвовал в битвах при Тарутине, Малоярославце, Красном; в 1813 году участвовал в Заграничном походе русской армии. В частности, за сражение под Калишем 22 февраля 1813 года получил орден Святого Георгия 3-го класса № 275 
В воздаяние отличнаго мужества и храбрости, оказанных в сражении против саксонских войск 1-го февраля при Калише.
Участвовал также в битвах при Люцене, Бауцене, Кульме и так называемой Битве народов под Лейпцигом. 20 июля 1814 года был повышен в звании до генерал-лейтенанта. В 1814 году сражался против французских войск под Бар-сюр-Обом, Труа, Фер-Шампенуазом, участвовал во взятии Парижа, за которое получил орден Святого Александра Невского.

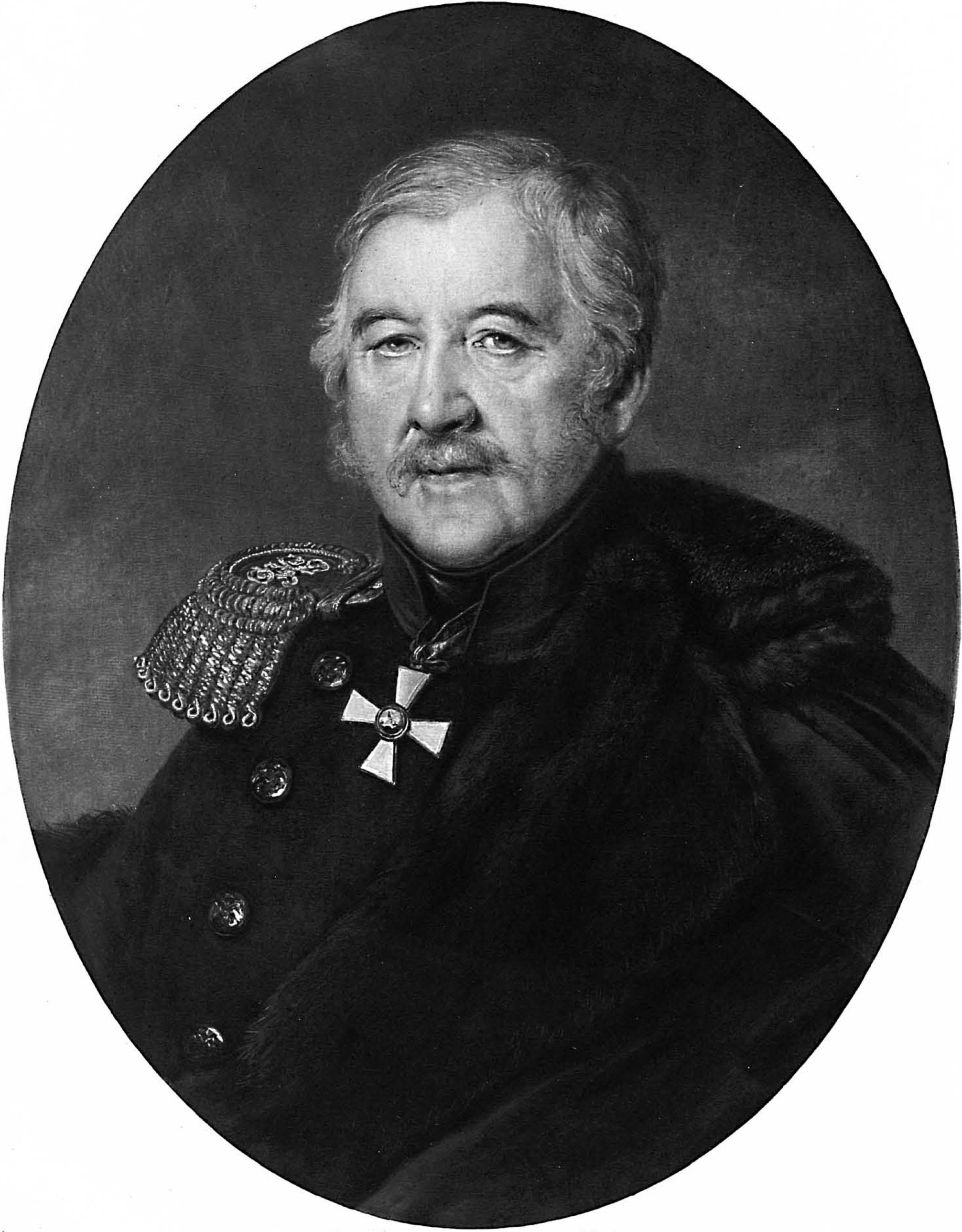
Шаховской на портрете кисти В. А. Тропинина

После окончания боевых действий возглавлял сначала 4-ю пехотную дивизию, а 14 ноября 1817 года возглавил 2-ю гренадерскую дивизию. 8 сентября 1823 года был назначен командующим Гренадерским корпусом, уделяя на этом посту особое внимание благоустройству военных поселений Новгородской губернии. 22 августа 1826 года был повышен до генерала от инфантерии. В 1831 году участвовал в подавлении Польского восстания, участвовал в сражениях при Белоленке, Грохове, Остроленке и при штурме Варшавы; 18 октября 1831 года получил орден Святого Георгия 2-го класса № 90
За штурм Варшавы 26-го августа 1831 года.
 За преследование неприятеля до прусской границы ему был также вручён орден Святого Владимира 1-й степени.
6 октября 1831 года возглавил Екатеринославский гренадерский полк, сохранив и прежнюю должность, но 11 июня 1832 года ушёл в отставку с поста командира Гренадерского корпуса. 1 января 1836 года занял должность председателя генерал-аудиториата. С 1 июля 1839 был членом Государственного Совета, с 1848 и до 19 апреля 1858 года состоял председателем Департамента военных дел. В 1843 году был награждён орденом Святого Андрея Первозванного. В 1850 году был удостоен звания генерала, состоящего при Особе Его Величества. С 26 февраля по 4 июля 1855 года возглавлял государственное подвижное ополчение Санкт-Петербургской губернии. 
Скончался в Санкт-Петербурге 20 марта (1 апреля) 1860 года. Был похоронен в Новодевичьем монастыре, «под собором».

## Награды

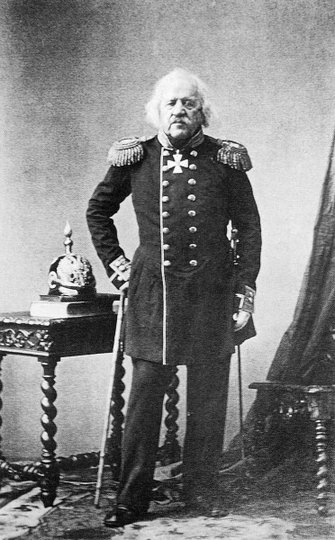
И. Л. Шаховской (1850-е)

- Орден Святого Георгия 4-й степени (01.01.1795)
- Орден Святого Владимира 3-й степени (29.01.1807)
- Орден Святой Анны 1-й степени (14.08.1812)
- Золотая шпага с надписью «За храбрость», украшенная алмазами (20.10.1812)
- Орден Святого Георгия 3-й степени (22.02.1813)
- Орден Святого Владимира 2-й степени (11.09.1813)
- Алмазные знаки к ордену Святой Анны 1-й степени (22.12.1813)
- Орден Святого Александра Невского (03.05.1814)
- Алмазные знаки к ордену Святого Александра Невского (31.07.1829)[5];
- Орден Святого Георгия 2-й степени (18.10.1831)
- Орден Святого Владимира 1-й степени (06.12.1831)
- Орден Белого орла (06.12.1843)
- Орден Святого апостола Андрея Первозванного (06.12.1843)
- Алмазные знаки к ордену Святого апостола Андрея Первозванного (26.08.1856)
- Знак отличия «За военное достоинство» 1-й степени (1831)
- Знак отличия беспорочной службы за ХХХ лет (22.08.1831)
- Знак отличия беспорочной службы за XL лет (22.08.1840)
- Знак отличия беспорочной службы за XLV лет (22.08.1844)
- Знак отличия беспорочной службы за L лет (22.08.1850)
- Знак отличия беспорочной службы за LV лет (22.08.1855)
- Серебряная Медаль «В память Отечественной войны 1812 года»
- Бронзовая Медаль «В память Отечественной войны 1812 года»
- Медаль «За взятие Парижа» (1826)
- Бриллиантовый перстень с портретом императора Николая I (16.04.1841)
- Вензеля Его Императорского Величества на эполеты (01.01.1850)

Иностранные:
- прусский орден Красного Орла (1807)[6]
- австрийский орден Леопольда 2-й степени (1814)

## Семья

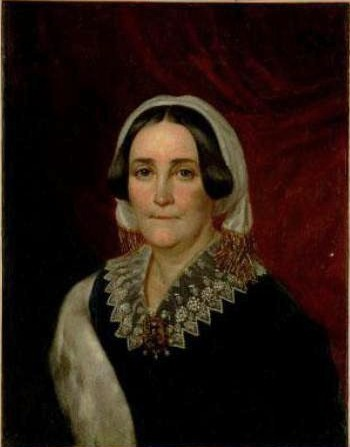
Княгиня Софья Алексеевна

Жена (с 28 января 1820 года) — графиня Софья Алексеевна Мусина-Пушкина (1790—1878), четвертая дочь знаменитого библиофила и фрейлина, затем статс-дама двора. 
В браке имели детей:
- Алексей (1821—1900), генерал от инфантерии; среди его внуков князь М. П. Волконский.
- Александр (1822—1891), генерал-лейтенант, женат на графине Анне Михайловне Виельгорской (1823—1861), которая считалась возлюбленной Гоголя; их дочь Мария (1861—1944) за графом Ф. Э. Келлером.
- Николай (1823—1900), сенатор; его внуки — Дмитрий и Зинаида.
- Софья (1824—1905), не замужем.